# 1,1,1,2-四溴乙烷
1,1,1,2-四溴乙烷是一种有机化合物，化学式为C2H2Br4。它可由重氮甲烷和四溴化碳反应制得，该反应会同时生成其它溴代烷烃。它也可通过1,1-二溴乙烯的溴化得到。它在212~216 °C发生分解。